# Gandscha-Tor

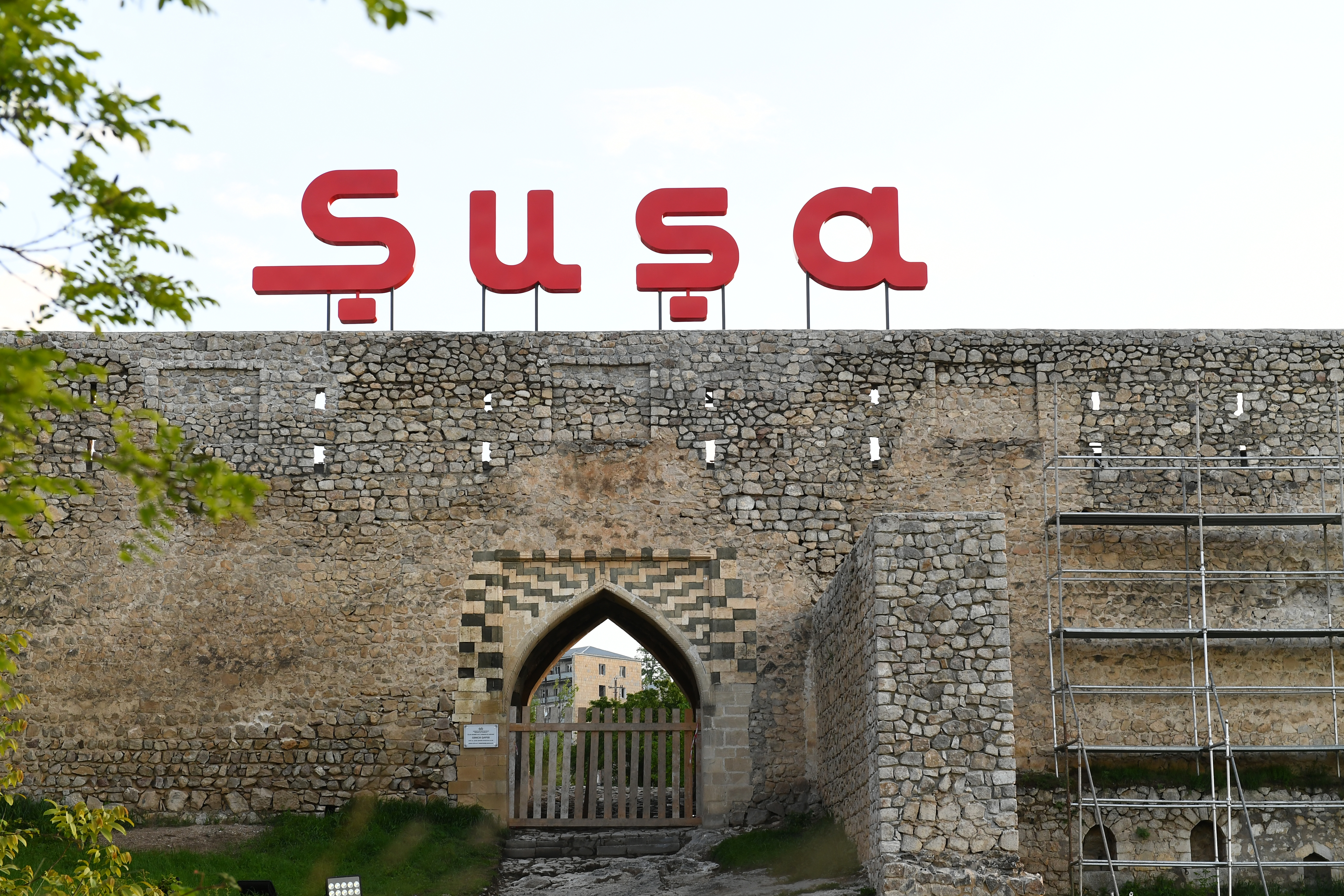
Das Gandscha-Tor im Jahr 2021

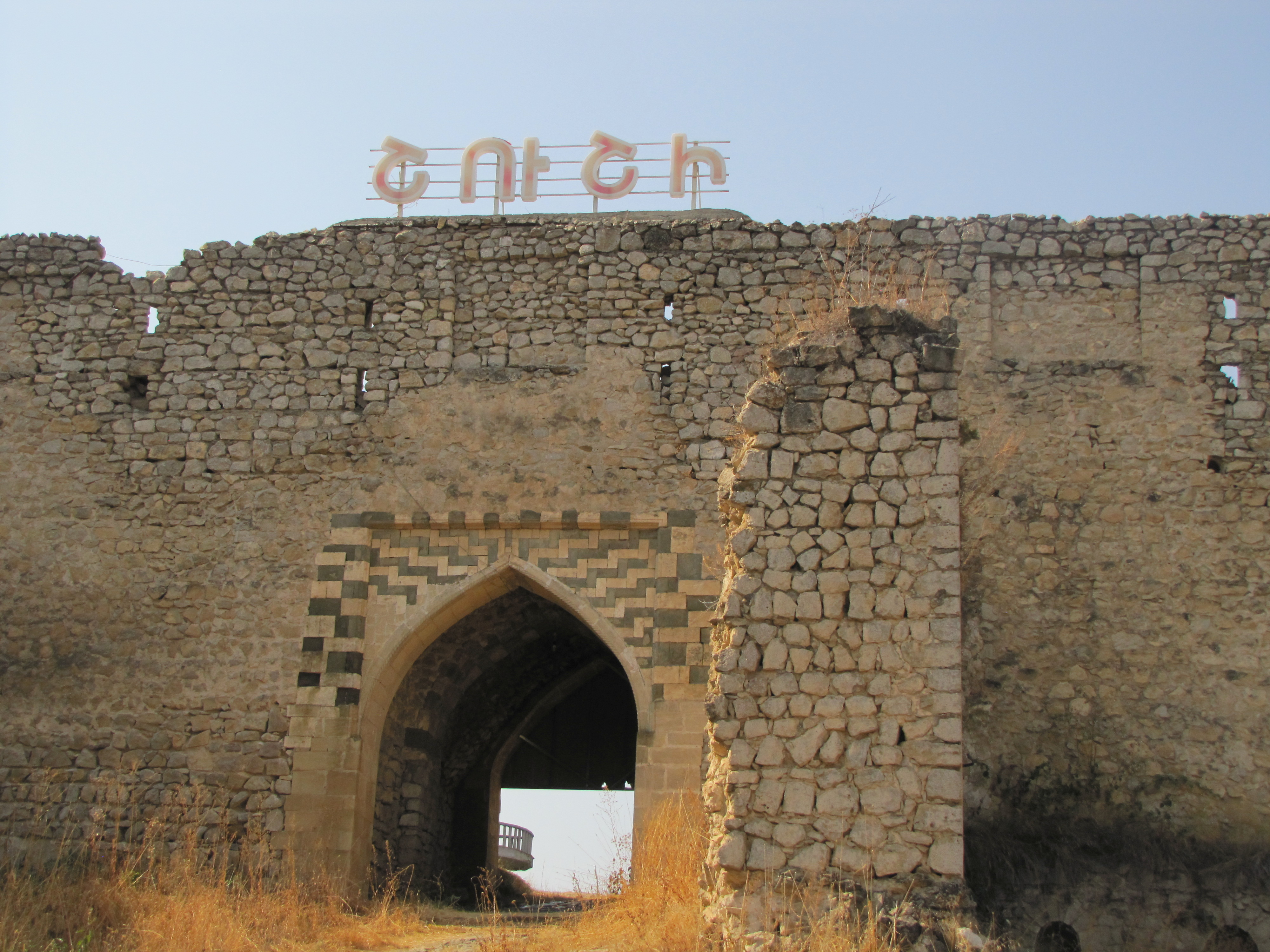
Das Gandscha-Tor im Jahr 2017

Das Gandscha-Tor (aserbaidschanisch: Gəncə qapısı, armenisch Գանձակի դարպաս Gandzaki darpas) ist eines der vier Eingangstore zur Festung von Şuşa in der gleichnamigen aserbaidschanischen Stadt.

## Beschreibung und Geschichte
Die Mauern der Festung wurden mit vier Toren errichtet. Das Haupttor war nach Norden in Richtung der Stadt Gəncə (Gandscha) ausgerichtet und wurde daher Gandscha-Tor genannt. Schuschas innere Burg befand sich auf einem Gipfel in der Nähe des Gandscha-Tors. Das Gandscha-Tor hat architektonische Bedeutung und ist Teil des 2021 verkündeten historischen und architektonischen Schutzgebietes von Şuşa. Das Gandscha-Tor befindet sich in der Niyazi-Straße.
Das Tor wurde - ebenso wie die Festung - von Panah Ali Khan, dem ersten Herrscher des Karabach-Khanats erbaut. Dieser eroberte im 18. Jahrhundert mit Unterstützung weiterer muslimischer Lokalherrscher die bis dahin unabhängigen Fünf Fürstentümer von Karabach, die letzten selbstständigen armenischen Staaten und Nachfolger des Königreichs Arzach. Um die eroberten Gebiete zu sichern und Aufständen der Bevölkerung vorbeugen zu können, wurde die Festung an einer strategisch wichtigen Stelle errichtet. Im Bergkarabachkonflikt wurde sie 1992 von den Streitkräften der Republik Arzach, die für eine Unabhängigkeit der armenischen Mehrheitsbevölkerung kämpften, eingenommen und bis zum Krieg um Bergkarabach 2020 gehalten.